# Georgina Carreras Caner
Georgina Carreras Caner (Begur, Baix Empordà, 9 de juny de 1989) és una futbolista catalana, ja retirada, que ha jugat com a migcampista.
Va començar a jugar a futbol a la seua localitat i després va fitxar pel Girona FC. Als quinze anys fitxa per l'Espanyol, amb qui aconseguí debutar en primera divisió. Després tornà a l'Estartit, fins que als 19 anys fitxà per l'Atlético de Madrid. Tornà a l'Estartit, i després al Sant Gabriel, on seria capitana. En 2013 fitxà pel València CF, equip que abandonà el 2020, per fitxar pel PSV Eindhoven, amb qui es proclamà campiona de la copa dels Països Baixos.
Al 2022 va decidir posar fi a la seva carrera esportiva i va rebre l'homenatge del poble de Begur.